# Grande Caye
La Grande Caye (Kreyòl: Gwòskay) is een onbewoond eiland dat voor de kust van Haïti ligt en deel uitmaakt van dat land. Het is onderdeel van het departement Sud. Op zo'n 500 meter afstand ligt een koraalrif dat La Petite Caye wordt genoemd. Beiden liggen ze in de buurt van de stad Les Cayes, die haar naam aan deze eilandjes te danken heeft.